# Temporada 1981 del Campeonato de España de Rally
La temporada 1981, fue la edición 25.ª del Campeonato de España de Rally. Comenzó el 20 de febrero en el Rally Costa Brava y finalizó el 22 de noviembre en el Rally Cataluña. El ganador fue Jorge de Bagration que lograba su segundo título nacional.

## Calendario
Las pruebas Rally Costa Brava, Rally RACE, Rally Maspalomas, Rally CS y Rally Cataluña eran puntuables para el Campeonato de Europa.
| N.º | Fecha                          | Rally                                     | Superficie     | Series |
| --- | ------------------------------ | ----------------------------------------- | -------------- | ------ |
| 1   | 20-22 de febrero               | 29.º Rally Costa Brava                    | Asfalto/tierra | ERC    |
| 2   | 7-8 de marzo                   | 11.º Critérium Montseny-Guilleries        | Asfalto        |        |
| 3   | 20-22 de marzo                 | 29.º Rally Sol - RACE                     | Asfalto        | ERC    |
| 4   | 11-12 de abril                 | 8.º Rally Maspalomas                      | Asfalto        | ERC    |
| 5   | 1-3 de mayo                    | 2.º Rally CS                              | Asfalto/tierra | ERC    |
| 6   | 16 de mayo                     | 22.º Rally Fallas                         | Asfalto        |        |
| 7   | 30-31 de mayo                  | 18.º Critérium Luis de Baviera            | Asfalto        |        |
| 8   | 13-14 de junio                 | 4.º Rally Sierra Morena                   | Asfalto        |        |
| 9   | 27-28 de junio                 | 14.º Rally de Ourense                     | Asfalto        |        |
| 10  | 18-19 de julio                 | 11.º Critérium de La Rioja                | Asfalto/tierra |        |
| 11  | 12-13 de septiembre            | 18.º Rally Príncipe de Asturias           | Asfalto        |        |
| 12  | 3-4 octubre                    | 5.º Rally El Corte Inglés                 | Asfalto        |        |
| 13  | 10-11 de octubre               | 13.º Rally Internacional Isla de Tenerife | Asfalto        |        |
| 14  | 31 de octubre - 1 de noviembre | 4.º Rally Sachs-Bilbao                    | Asfalto        |        |
| 15  | 21-22 de noviembre             | 17.º Rally Cataluña-Rally de las Cavas    | Asfalto/tierra | ERC    |

## Equipos
| Equipo                      | Vehículo              | Piloto             | Copiloto             | Rondas              |
| Equipos oficiales           | Equipos oficiales     | Equipos oficiales  | Equipos oficiales    | Equipos oficiales   |
| --------------------------- | --------------------- | ------------------ | -------------------- | ------------------- |
| FASA Renault                | Renault 5 Turbo       | Eugenio Ortiz      | María Jesús Cabal    | 11, 15              |
| FASA Renault                | Renault 5 Turbo       | Eugenio Ortiz      | Guillermo Barreras   | 14                  |
| Concesionarios Ford         | Ford Fiesta MKI 1600S | Salvador Serviá    | Alex Brustenga       | 1-2, 5-8, 10, 12-15 |
| Concesionarios Ford         | Ford Fiesta MKI 1600S | Salvador Serviá    | Rafael Pinedo        | 3                   |
| Equipos privados            |                       |                    |                      |                     |
| Rothmans Rally Team         | Lancia Stratos HF     | Jorge de Bagration | Víctor Sabater       | 3-8, 10, 12-15      |
| Rothmans Rally Team         | Lancia Stratos HF     | Jorge de Bagration | Nuria Llopis         | 1                   |
| Rothmans Rally Team         | SEAT 124-2000         | Pablo de Sousa     | Guillermo Barreras   | 1, 3-13, 15         |
| Rothmans Rally Team         | SEAT 124-2000         | Pablo de Sousa     | Pedro García Sánchez | 15                  |
| Hella Española SL           | Porsche 911 SC        | Beny Fernández     | José Luis Sala       | 6-15                |
| Talbot Zanini Racing        | Talbot Sunbeam Lotus  | Antonio Zanini     | Jordi Sabater        | 2, 5-7, 9-11, 13-15 |
| Talbot Zanini Racing        | Porsche 911 SC        | Antonio Zanini     | Jordi Sabater        | 3                   |
| Real Peña Motorista Vizcaya | Volkswagen Golf GTI   | Eugenio Ortiz      | María Jesús Cabal    | 1, 3, 5, 7          |
|                             | Opel Ascona           | Mariano Lacasa     | Jaime Balañá         | 1, 5, 6, 9, 11, 15  |
| Carlos Horno Octavio        | Opel Ascona           | Mariano Lacasa     | 7, 10                |                     |
| Caroche Team                | Lancia Stratos HF     | Eduardo Balcázar   | Joan Josep Martín    | 1, 3, 5-7, 14       |
| Caroche Team                | Porsche 911 SC        | Eduardo Balcázar   | Joan Josep Martín    | 2, 11               |
| Escudería el Volante        | Porsche 911 SC        | Enrique Villar     | Federico Garret      | 3, 7, 8, 13         |
| Escudería el Volante        | Porsche 911 SC        | Enrique Villar     | Luis Díaz            | 12                  |

## Resultados

### Campeonato de pilotos
| Pos. | Piloto             | CBR | GUI | RAC | MAS | RCS | FLL | CLB | SMO | OUR | RIO | PDA | ECI | IDT | SAC | CAT | Puntos |
| ---- | ------------------ | --- | --- | --- | --- | --- | --- | --- | --- | --- | --- | --- | --- | --- | --- | --- | ------ |
| 1.   | Jorge de Bagration | Ret |     | 1   | 1   | 1   | Ret | 1   | 1   |     | Ret |     | 8   | Ret | 3   | 2   | 303    |
| 2.   | Beny Fernández     |     |     |     |     |     | Ret | Ret | Ret | 1   | 1   | 2   | 1   | 1   | 5   | Ret | 275    |
| 3.   | Salvador Serviá    | Ret | 1   | Ret |     | 4   |     | 7   | Ret | 5   | 2   | 4   |     |     |     | 3   | 230    |
| 4.   | Antonio Zanini     |     | 5   | Ret |     | 2   | Ret | 2   |     | 2   | Ret | Ret |     | Ret | 1   | Ret | 210    |
| 5.   | Eugenio Ortiz      | Ret |     | 5   |     | Ret |     | 12  |     | Ret |     | 1   |     |     | 2   | 1   | 205    |
| 6.   | Pablo de Sousa     | 2   |     | Ret | 5   | Ret | 2   | Ret | 3   | 6   | Ret | Ret | Ret | 3   | 6   | Ret | 181    |
| 7.   | Mariano Lacasa     | Ret |     |     |     | 6   | Ret | 11  | 4   | 8   | 4   | 6   |     |     | 7   |     | 170    |
| 8.   | Eduardo Balcázar   | Ret | 2   | 2   |     | 3   | 1   | 5   |     |     | Ret | Ret |     |     |     | Ret | 169    |
| 9.   | Enrique Villar     |     |     | 3   |     |     |     | 4   | 2   |     |     |     | 4   | 2   |     |     | 142    |
| 10.  | Marc Etchebers     |     |     |     | 4   | Ret |     | 3   |     | 3   | Ret |     | 9   | 5   | 4   |     | 140    |

### Campeonato de marcas
| Pos. | Marca   | Puntos |
| ---- | ------- | ------ |
| 1.   | SEAT    | 279    |
| 2.   | Talbot  | 234    |
| 3.   | Ford    | 75     |
| 4.   | Renault | 45     |
| 5.   | Citroën | 5      |

### Campeonato de copilotos
| Pos. | Copiloto           | Puntos |
| ---- | ------------------ | ------ |
| 1.   | Víctor Sabater     | 303    |
| 2.   | José Luis Sala     | 275    |
| 3.   | Alex Brustenga     | 210    |
| 4.   | Guillermo Barreras | 205    |
| 5.   | Jorge Sabater      | 181    |

### Desafío Talbot
| Pos. | Piloto           |
| ---- | ---------------- |
| 1.   | Javier Juvanteny |